# Министерство культуры, спорта и молодёжи Грузии
Министерство культуры, спорта и молодёжи Грузии (груз. საქართველოს კულტურის, სპორტისა და ახალგაზრდობის სამინისტრო) — орган государственного управления Грузии в области культуры и её памятников, спорта и смежных областей.
С 22 марта 2023 года министром культуры, спорта и молодёжи Грузии является Тея Цулукиани.

## История
Министерство было создано в 2010 году в результате реструктуризации деятельности в рамках грузинского правительства в июне 2010 года и предыдущего Министерства культуры, охраны памятников и спорта, которое было разделено на два отдельных государственных учреждения: Министерство спорта и молодежи и Министерство культуры и охраны памятников.
В соответствии с Законом Грузии «О внесении изменений в Закон Грузии» (14.07.2018 № 3141-рс), министерство вошло в состав Министерства образования и науки Грузии.

## Структура
Министерство возглавляет министр и ему помогают первый заместитель министра по вопросам культурного наследия, заместитель по стратегии, организации координации и разрешениям, а также заместитель по международным программам и грузинские отделы популяризации культуры, а также три зама, отвечающие за административную деятельность, отдел региональной координации и правовой отдел. Парламент осуществляет контроль за деятельностью министерства.

## Министры
- Георгий Габашвили[вд] (февраль 2004 — январь 2008)
- Николоз Вачеишвили[вд] (январь — ноябрь 2008)
- Григол Вашадзе (ноябрь — декабрь 2008)
- Ника Руруа (декабрь 2008 — октябрь 2012)
- Гурам Одишария (25 октября 2012 — 23 июля 2014)
- Михаил Гиоргадзе (23 июля 2014 — 15 июля 2018)